# 4869 Piotrovsky
4869 Piotrovsky је астероид главног астероидног појаса са средњом удаљеношћу од Сунца која износи 2,234 астрономских јединица (АЈ).
Апсолутна магнитуда астероида је 13,3.